# Попов, Сергей Викторович (предприниматель)
Серге́й Ви́кторович Попо́в (род. 12 августа 1971, Свердловск) — российский предприниматель, банкир и инвестор, входит в рейтинг Forbes. Участвовал в проектах по развитию искусства, управленческого образования и поддержки молодых предпринимателей в России.

## Биография
По завершении учёбы в Уральском политехническом институте по специальности «промышленная теплоэнергетика» Попов стал партнёром в Урало-Сибирской торгово-промышленной компании.
В 1994 году выступил соучредителем компании «Продконтракт», занимавшейся поставками металлолома на крупнейшие металлургические заводы России. В 1996 году стал соучредителем промышленной и финансовой Группы МДМ.
В 1997—1999 годах был партнёром и коммерческим директором предприятия. В 2002 году Попов получил статус партнёра МДМ-Банка с долей участия 50 %.
В 2000 году стал соучредителем и председателем совета директоров Промышленной группы МДМ. Тогда же Попов разработал и реализовал стратегию развития группы в трёх отраслях промышленности: производство труб, удобрения и энергетического угля. В рамках стратегии в этих секторах были созданы крупные предприятия:
- ОАО «ТМК» (один из ведущих производителей нефте- и газопроводов в мире);
- «СУЭК» (крупнейшая угольно-энергетическая компания в России)[6];
- «ЕвроХим» (один из мировых лидеров в сфере производства минеральных удобрений).

Долгое время входил в советы директоров «ТМК», РАО ЕЭС, компаний «Еврохим» и «СУЭК», МДМ-Банка и других предприятий. В 2009 году МДМ-Банк объединился с «УРСА банком». Сделка стала крупнейшим на тот момент слиянием на российском банковском рынке.
В 2006 году была продана доля в ОАО «ТМК», «СУЭК» был продан в 2014 году, а в 2016 состоялась продажа МДМ банка.

## Благотворительная деятельность
Спонсировал разнообразные культурные программы и мероприятия. Попов является партнёром-учредителем и партнёром программы грантов Московской школы управления «Сколково».
В 2010 году создал фонд поддержки молодых предпринимателей «Агат», который предоставляет начинающим бизнесменам льготные займы и организует проекты бизнес-наставничества.

## Санкции
За поддержку политики войны в отношении Украины Сергей Попов добавлен в международный подстанционный список.
С 19 октября 2022 года находиться под персональными санкциями Украины.